# بيني هويل
بيني هويل (5 أكتوبر 1988 في فرنسا - ) (بالإنجليزية: Benny Howell)‏ هو لاعب كريكت بريطاني. لعب مع نادي مقاطعة غلوستر للكريكت ‏ وKhulna Tigers ‏ ونادي مقاطعة هامبشاير للكريكت ‏.

## وصلات خارجية
- بيني هويل على موقع إي آس بي آن كريك إنفو (الإنجليزية)